# Сызгы
Сызгы (баш. һыҙғы, тат. сызгы) — финно-угорское племя, участвовавшее в этногенезе айлинских башкир, а также казанских, в том числе пермских татар и восточных марийцев.

## Этимология
Этноним «сызгы» — финно-угорского происхождения. Согласно В. Ф. Генингу, может сопоставляется с самодийским словом «сыски» («лодка»).

## Этническая история
Будучи финно-уграми по происхождению, сызгинцы тюркизировались ещё в древнебашкирской среде, под которой надо скорее всего понимать этнический синтез юрматыно-юрмийских и баджгардо-бурджанских племен.

## Расселение
Этническая история племени сызгы тесно связана с историей айлинской группы башкир. В конце I тыс. н. э. они были вовлечены в процесс формирования древнебашкирского этноса, а в начале II тысячелетия из юго-западного Приуралья сызгинцы вместе с айлинцами переселяются северные и северо-востосточные регионы Башкортостана. Сызгинцы заняли территории по реке Ай и в Зауралье, затем переселились на север. К конце 18 века часть земель была отобрана под заводы и город Красноуфимск, а на остальные земли ими были припущены татары и марийцы, что способствовало значительному этническому смешению с ними.
Потеряв значительное количество своих земель, составлявших материальную основу существования рода-волости, сызгинцы постепенно утратили свои этнические особенности, растворяясь среди других этносов.
Ныне население населенных пунктов основанных сызгинцами — Сызги, Озерки, Юва, Усть-Бугалыш, Верхний Бугалыш, Новый Бугалыш и Средний Бугалыш (ныне н/п Красноуфимского района Свердловской области), представлено татарами и марийцами.